# Georg Wostal
Georg Adolf Wostal, polnisch Jerzy Adolf Wostal (* 6. Dezember 1914 in Königshütte O.S.; † 12. Februar 1991 in Passau) war ein polnischer Fußballspieler, deutscher Herkunft.

## Karriere

### Vereine
Wostal spielte von 1933 bis 1934 für den Amatorski Klub Sportowy Królewska Huta (AKS Królewska Huta) und von 1934 – mit der Umbenennung – bis 1939 für den Amatorski Klub Sportowy Chorzów, da die Stadt Królewska Huta (seit dem 19. Juni 1922 der polnische Name für Königshütte O.S.) am 1. Juli 1934 den Namen Chorzów erhielt. Mit dem AKS Chorzów, der 1937 in die höchste Spielklasse im polnischen Fußball aufgestiegen war, spielte er in dieser bis zur vorzeitig abgebrochenen Spielzeit 1939 bedingt durch den Einmarsch der Wehrmacht. Die Spielzeit 1937 war für ihn die sportlich erfolgreichste: In der Meisterschaft belegte er mit seiner Mannschaft als Neuling den zweiten Platz, wie auch er in der Torschützenliste.
Von 1939 bis 1941 war er mit Vorwärts-Rasensport Gleiwitz in der Gauliga Schlesien, Gruppe Oberschlesien, und in der Saison 1941/42 in der Gauliga Oberschlesien vertreten. Der Vereinswechsel war seiner Tätigkeit in der Redaktion des Oberschlesischen Wanderers während des Zweiten Weltkrieges geschuldet. Mit seiner Mannschaft ging er am Saisonende 1939/40 als Sieger der Gruppe Oberschlesien hervor; das sich anschließende in Hin- und Rückspiel ausgetragene Finale gegen den Breslauer FV 06 (Sieger der Gruppe Mittel- und Niederschlesien) wurde im Gesamtergebnis mit 14:3 gewonnen.
Mit diesem Erfolg und der Platzierung am 30. März 1941 (der Folgesaison), an dem der Teilnehmer für die Endrunde der Deutschen Meisterschaft gemeldet werden musste, nahm er an zwei aufeinanderfolgenden Endrunden teil. Er bestritt zunächst alle vier Spiele der Gruppe 1b und erzielte drei Tore; als Zweitplatzierter schied er mit seiner Mannschaft 1939/40 jedoch vorzeitig aus. Ein Jahr später bestritt er ebenfalls alle vier Spiele der Untergruppe 1a, erzielte jeweils ein Tor in den letzten beiden Begegnungen, und die beiden Gruppenfinalspiele gegen den Sieger der Untergruppe 1b, den Dresdner SC, die jeweils mit 0:3 verloren wurden.
Von 1939 bis 1941 bestritt er insgesamt sechs Spiele im Wettbewerb um den Tschammerpokal und erzielte acht Tore, sieben allein im Jahr 1941, in dem er mit dem Erreichen des Achtelfinales am weitesten kam.

### Nationalmannschaft
Wostal bestritt für die Nationalmannschaft Polens von 1936 bis 1939 zehn Länderspiele, in denen er in vieren davon jeweils ein Tor erzielte.

#### Länderspielbilanz
|                                |   |             |                 |
| 6. September 1936 in Riga      |   |             |                 |
| Lettland                       | – | Polen       | 3:3 (0:2) 1 Tor |
| 12. September 1937 in Sofia    |   |             |                 |
| Bulgarien                      | – | Polen       | 3:3 (2:1)       |
| 10. Oktober 1937 in Warschau   |   |             |                 |
| Polen                          | – | Jugoslawien | 4:0 (3:0) 1 Tor |
| 13. März 1938 in Zürich        |   |             |                 |
| Schweiz                        | – | Polen       | 3:3 (1:1) 1 Tor |
| 3. April 1938 in Belgrad       |   |             |                 |
| Jugoslawien                    | – | Polen       | 1:0 (0:0)       |
| 25. September 1938 in Warschau |   |             |                 |
| Polen                          | – | Jugoslawien | 4:4 (2:1)       |
| 23. Oktober 1938 in Warschau   |   |             |                 |
| Polen                          | – | Norwegen    | 2:2 (0:2)       |
| 13. November 1938 in Dublin    |   |             |                 |
| Irland                         | – | Polen       | 3:2 (2:1)       |
| 22. Januar 1939 in Paris       |   |             |                 |
| Frankreich                     | – | Polen       | 4:0 (2:0)       |
| 27. Mai 1939 in Łódź           |   |             |                 |
| Polen                          | – | Belgien     | 3:3 (2:1) 1 Tor |

## Erfolge
- Gaumeister Schlesien 1940
- Zweiter Polnische Meisterschaft 1937

## Sonstiges
Zu den besten Spielern von Vorwärts-Rasensport gehörten unter anderem: Reinhard Schaletzki, Ernst Plener und Richard Kubus – Vertreter Deutsches Reich und   Günther Mettke, Jerzy (Georg) Wostal (Vorkriegsvertreter des Polens, Fußballer AKS Chorzów) und Hubert Renk (später Ligaspieler von Bytom Szombierek) – Vertreter Schlesiens.
Nach dem Ende des Zweiten Weltkriegs hatte Wostal seinen Wohnsitz in Passau und war nach seiner Spielerkarriere als Fußballtrainer tätig.